# جیمی مک‌لاکلین
جیمی مک‌لاکلین (انگلیسی: Jim McLoughlin؛ زادهٔ ۵ فوریهٔ ۱۹۵۷) بازیکن فوتبال اهل کانادا بود.
وی همچنین در تیم ملی فوتبال زیر ۲۳ سال کانادا بازی کرده‌است.